# Potencialni nevarni asteroid
Potencialni nevarni asteroid je blizuzemeljski asteroid, ki ima tirnico in velikost takšno, da bi lahko na svoji poti prišel tako blizu Zemlje, da bi jo ogrožal. 
Asteroid potencialno ni nevaren, če se ne bo približal Zemlji na razdaljo manjšo od 0,05 a.e. (7,480.000 km) in ima premer manjši od 150 m. Če je asteroid potencialno nevaren, še ne pomeni, da bo padel na Zemljo, to samo pomeni, da obstaja nevarnost, da bo morda zadel Zemljo. Če bi takšen asteroid padel na Zemljo, bi povzročil nepredvidljivo uničenje na kopnem ali pa cunamije, če bi padel v ocean. Takšni dogodki se v povprečju zgodijo samo vsakih 10.000 let ali pa še bolj poredko.
V začetku maja leta 2007 je imela NASA evidentiranih 850 potencialno nevarnih asteroidov. Verjetno jih je v Sončevem sistemu med 1000 in 1100. Najbolj znana projekta za iskanje asteroidov sta LINEAR (Lincoln Near-Earth Asteroid Research) in Catalina Sky Survey, ki sta bila zelo uspešna.
V iskanje potencialno nevarnih asteroidov so, razen profesionalnih astronomov, vključeni tudi številni ljubiteljski astronomi po celem svetu. Ko se najde nov asteroid, se čim bolj natančno prouči njegova tirnica. 
Sestavili so tudi lestvico stopenj nevarnosti (Torinska lestvica), ki opredeljuje 10 stopenj nevarnosti za trk z asteroidom (8., 9. in 10. stopnja pomeni, da je trk neizbežen).